# Kingstown

Kingstown (pronunciado em inglês: [ˈkɪŋsˌtaʊn]) é a capital de São Vicente e Granadinas. A cidade possui o principal porto e maior centro comercial das ilhas. No censo de 2005 tinha uma população de 25.148 habitantes, sendo a cidade fundada em 1722 pelos franceses.
A principal atividade econômica é a agricultura, com a exportação de bananas, coco e milho, principalmente para o Reino Unido.
| Kingstown                                                                                   | Kingstown                              |
| Localidade de São Vicente e Granadinas                                                      | Localidade de São Vicente e Granadinas |
| ------------------------------------------------------------------------------------------- | -------------------------------------- |
| No topo a Baía de Kingstown                                                                 |                                        |
| \| \| \|                                                                                    |                                        |
| Cognome(s): Town of Kings ("Cidade dos Reis")                                               |                                        |
| Kingstown Localização: Paróquia de Saint George                                             |                                        |
| Kingstown Localização de Kingstown em São Vicente e Granadinas: Sul Gentílico: Kingstownian |                                        |
| Dados gerais                                                                                |                                        |
| Fundado em                                                                                  | 1722                                   |
| Incorporado em                                                                              | 1722                                   |
| Prefeito                                                                                    |                                        |
| Localização                                                                                 |                                        |
|                                                                                             |                                        |
| Paróquia                                                                                    | Saint George                           |
|                                                                                             |                                        |
| Tipo de localidade                                                                          | Cidade                                 |
| Fuso horário                                                                                | UTC/GMT - 4                            |
| Características geográficas                                                                 |                                        |
| Área                                                                                        | 20 km²                                 |
| - terra                                                                                     | 15 km²                                 |
| - água                                                                                      | 5 km²                                  |
| - urbanizada                                                                                | 16 km²                                 |
| População (2010)[2]                                                                         | hab. (25.148hab/1 227,4 km²)           |
| - urbanizada                                                                                |                                        |
| - metrópole                                                                                 | 31.000 habitantes                      |
| Altitude                                                                                    | 0 a 200 m                              |
|                                                                                             |                                        |